# Мультиметр
- Мультиметр с функциями измерения частоты, температуры и проверки биполярных транзисторов
- Мультиметр с токовыми клещами

Мультиме́тр (от англ. multimeter), те́стер (от англ. test — испытание) — прибор для измерения множества параметров постоянного или переменного тока, основными из которых являются напряжение, сила тока и сопротивление (см. ампервольтомметр). Мультиметром также проверяется целостность электрической цепи (функция «прозвонки»).
Название «мультиметр» впервые закрепилось именно за цифровыми измерителями, в то время как аналоговые приборы в обиходе часто именуются «тестер», «авометр», а иногда и просто «Цешка» (от названия советских приборов серии «Цхххх»).

## Дополнительные функции
Мультиметр может иметь следующие функции:
- Прозвонка — измерение электрического сопротивления со звуковой (иногда и световой) сигнализацией низкого сопротивления цепи (обычно менее 50 Ом).
- Измерение частоты переменного тока.
- Измерение большой силы тока с использованием подключаемых или встроенных токовых клещей.
- Измерение большого сопротивления (обычно до сотен МОм; требуется внешний источник питания).
- Измерение ёмкости конденсаторов.
- Тест диодов — проверка целостности полупроводниковых диодов и определение их полярности.
- Тест транзисторов — проверка полупроводниковых транзисторов и, как правило, определение статического коэффициента передачи тока h21э (например, тестеры ТЛ-4М, Ц4341).
- Измерение температуры, с применением внешнего датчика (как правило, термопара градуировки К (ХА)).
- Генерация тестового сигнала простейшей формы (гармонической или импульсной) для оперативной проверки функционирования усилительных трактов и линий передачи (Ц4323 «Приз», 43104).
- Измерение индуктивности (редко).

Дополнительные возможности
- Защита входных цепей тестера в режиме измерения сопротивления при случайной подаче на вход внешнего напряжения
- Защита тестера при неправильном выборе предела измерения (может вызвать повреждение измерительного механизма аналогового тестера), и при подключении к источнику напряжения в режиме измерения тока (приводит к протеканию токов короткого замыкания, и может вызвать возгорание токовых шунтов и всего мультиметра). Защита выполняется на основе плавких предохранителей и быстродействующих автоматических выключателей.
- Автоотключение питания
- Подсветка дисплея
- Фиксирование результатов измерений (отображаемое значение и/или максимальное)
- Автоматический выбор пределов измерения (auto-ranging)
- Индикация разряда батарейки
- Индикация перегрузки
- Режим относительных измерений
- Запись и хранение результатов измерений

## Обозначение режимов измерений
- ACV (англ. alternating current voltage — напряжение переменного тока) — измерение переменного напряжения.
- DCV (англ. direct current voltage — напряжение постоянного тока) — измерение постоянного напряжения.
- DCA (англ. direct current amperage — сила постоянного тока) — измерение постоянного тока.
- Ω — измерение электрического сопротивления.

## Аналоговые мультиметры
- Советский мультиметр 43104 со встроенным генератором частот 1 и 465 кГц
- Стрелочный комбинированный прибор Ц4324 (СССР, 1970-е гг.)

Устройство
Аналоговый мультиметр состоит из стрелочного магнитоэлектрического измерительного прибора (микроамперметра), набора добавочных резисторов для измерения напряжения и набора шунтов для измерения тока. В режиме измерения переменных напряжений и токов микроамперметр подключается к резисторам через выпрямительные диоды. Измерение сопротивления производится с использованием встроенного источника питания, а измерение сопротивлений более 1..10 МОм — от внешнего источника.
Особенности и недостатки
- Недостаточно высокое входное сопротивление в режиме вольтметра.

Технические характеристики аналогового мультиметра во многом определяются чувствительностью магнитоэлектрического измерительного прибора. Чем выше чувствительность (меньше ток полного отклонения) микроамперметра, тем более высокоомные добавочные резисторы и более низкоомные шунты можно применить. А значит, входное сопротивление прибора в режиме измерения напряжений будет более высоким, падение напряжения в режиме измерения токов будет более низким, что уменьшает влияние прибора на измеряемую электрическую цепь. Тем не менее, даже при использовании в мультиметре микроамперметра с током полного отклонения 50 мкА, входное сопротивление мультиметра в режиме вольтметра составляет всего 20 кОм/В. Это приводит к большим погрешностям измерения напряжения в высокоомных цепях (результаты получаются заниженными), например при измерении напряжений на выводах транзисторов и микросхем, и маломощных источников высокого напряжения.
В свою очередь, мультиметр с недостаточно низкоомными шунтами вносит большую погрешность измерения тока в низковольтных цепях.
- Нелинейная шкала в некоторых режимах.

Аналоговые мультиметры имеют нелинейную шкалу в режиме измерения сопротивлений. Кроме того, она является обратной (нулевому значению сопротивления соответствует крайнее правое положение стрелки прибора). Перед началом измерения сопротивления необходимо выполнить установку нуля специальным регулятором на передней панели при замкнутых входных клеммах прибора, так как точность измерения сопротивления зависит от напряжения внутреннего источника питания.
Шкала на малых пределах измерения переменного напряжения и тока также может быть нелинейной.
- Требуется правильная полярность подключения.

Аналоговые мультиметры, в отличие от цифровых, не имеют автоматического определения полярности напряжения, что ограничивает удобство их использования и область применения: они требуют правильной полярности подключения в режиме измерения постоянных напряжений/токов, и практически непригодны для измерения знакопеременных напряжений/токов.

## Цифровые мультиметры
Наиболее простые цифровые мультиметры имеют портативное исполнение. Их разрядность 2,5 цифровых разряда (погрешность обычно около 10 %). Наиболее распространены приборы с разрядностью 3,5 (погрешность обычно около 1,0 %). Выпускаются также чуть более дорогие приборы с разрядностью 4,5 (точность обычно около 0,1 %) и существенно более дорогие приборы с разрядностью 5 разрядов и выше (так, прецизионный мультиметр 3458A производства Keysight Technologies (до 3 ноября 2014 г. Agilent Technologies) имеет 8,5 разрядов). Среди таких мультиметров встречаются как портативные устройства, питающиеся от гальванических элементов, так и стационарные приборы, работающие от сети переменного тока. Точность мультиметров с разрядностью более 5 сильно зависит от диапазона измерения и вида измеряемой величины, поэтому оговаривается отдельно для каждого поддиапазона. В общем случае точность таких приборов может превышать 0,01 % (даже у портативных моделей).
Многие цифровые вольтметры (например В7-22А, В7-40, В7-78/1 и т. д.) по сути также являются мультиметрами, поскольку способны измерять кроме напряжения постоянного и переменного тока также сопротивление, силу постоянного и переменного тока, а у ряда моделей также предусмотрено измерение ёмкости, частоты, периода и т. д.). Также к разновидности мультиметров можно отнести скопметры (осциллографы-мультиметры), совмещающие в одном корпусе цифровой (обычно двухканальный) осциллограф и достаточно точный мультиметр. Типичные представители скопметров — АКИП-4113, АКИП-4125, ручные осциллографы серии U1600 фирмы Keysight Technologies и т. д.).
Разрядность цифрового измерительного прибора, например, «3,5» означает, что дисплей прибора показывает 3 полноценных разряда, с диапазоном от 0 до 9, и 1 разряд — с ограниченным диапазоном. Так, прибор типа «3,5 разряда» может, например, давать показания в пределах от 0,000 до 1,999, при выходе измеряемой величины за эти пределы требуется переключение на другой диапазон (ручное или автоматическое).
Индикаторы цифровых мультиметров (а также вольтметров и скопметров) изготавливаются на основе жидких кристаллов (как монохромных, так и цветных) — APPA-62, В7-78/2, АКИП-4113, U1600 и т. д., светодиодных индикаторов — В7-40, газоразрядных индикаторов — В7-22А, электролюминисцентных дисплеев (ELD) — 3458A, а также вакуумно-люминесцентных индикаторов (VFD) (в том числе и цветных) — В7-78/1.
Типичная погрешность цифровых мультиметров при измерении сопротивлений, постоянного напряжения и тока менее ±(0,2 % +1 единица младшего разряда). При измерении переменного напряжения и тока в диапазоне частот 20 Гц…5 кГц погрешность измерения ±(0,3 %+1 единица младшего разряда). В диапазоне высоких частот до 20 кГц при измерении в диапазоне от 0,1 предела измерения и выше погрешность намного возрастает, до 2,5 % от измеряемой величины, на частоте 50 кГц уже 10 %. С повышением частоты повышается погрешность измерения.
Входное сопротивление цифрового вольтметра порядка 10 МОм (не зависит от предела измерения, в отличие от аналоговых), ёмкость — 100 пФ, падение напряжения при измерении тока не более 0,2 В. Питание портативных мультиметров осуществляется от батареи напряжением от 3 до 9В. Потребляемый ток не превышает 2 мА при измерении постоянных напряжений и токов, и 7 мА при измерении сопротивлений и переменных напряжений и токов. Мультиметр обычно работоспособен при разряде батареи до напряжения 7,5 В.
Количество разрядов не определяет точность прибора. Точность измерений зависит от точности АЦП, от точности, термо- и временной стабильности применённых радиоэлементов, от качества защиты от внешних наводок, от качества проведённой калибровки. Но в первую очередь, что известно из метрологии, точность измерительного прибора определяется точностью применённого в нём эталона соответствующей физической величины, в данном случае это источник опорного напряжения.
Типичные диапазоны измерений, например для распространённого мультиметра M832:
- постоянное напряжение: 0..200 мВ, 2 В, 20 В, 200 В, 1000 В
- переменное напряжение: 0..200 В, 750 В
- постоянный ток: 0..2 мА, 20 мА, 200 мА, 10 А (обычно через отдельный вход)
- переменный ток: нет
- сопротивления: 0..200 Ом, 2 кОм, 20 кОм, 200 кОм, 2 МОм.